# Strophaire orangée
Leratiomyces ceres
Espèce
La Strophaire orangée (Leratiomyces ceres) est une espèce de champignons de la famille des Strophariaceae.

## Galerie

Leratiomyces ceres
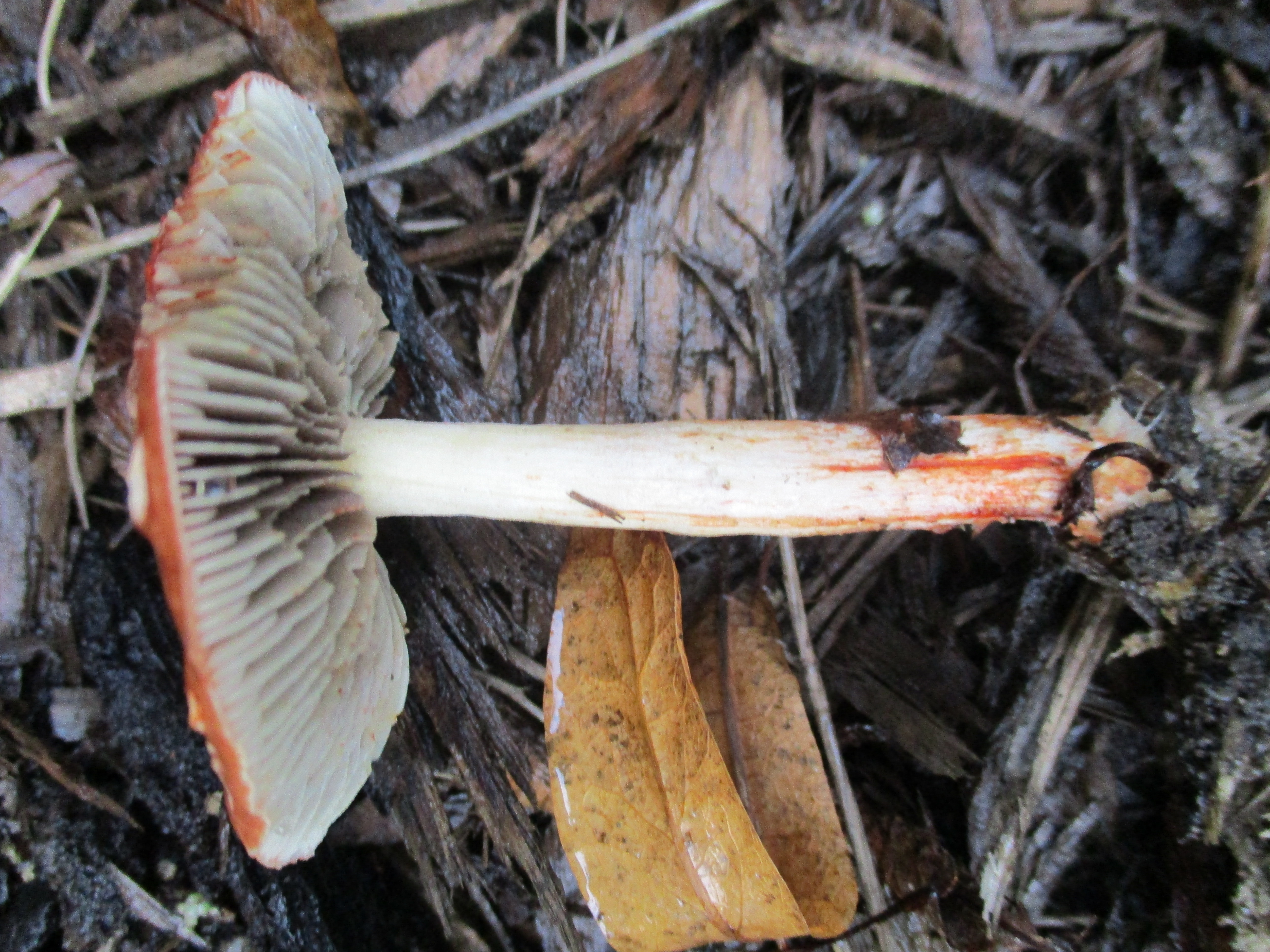
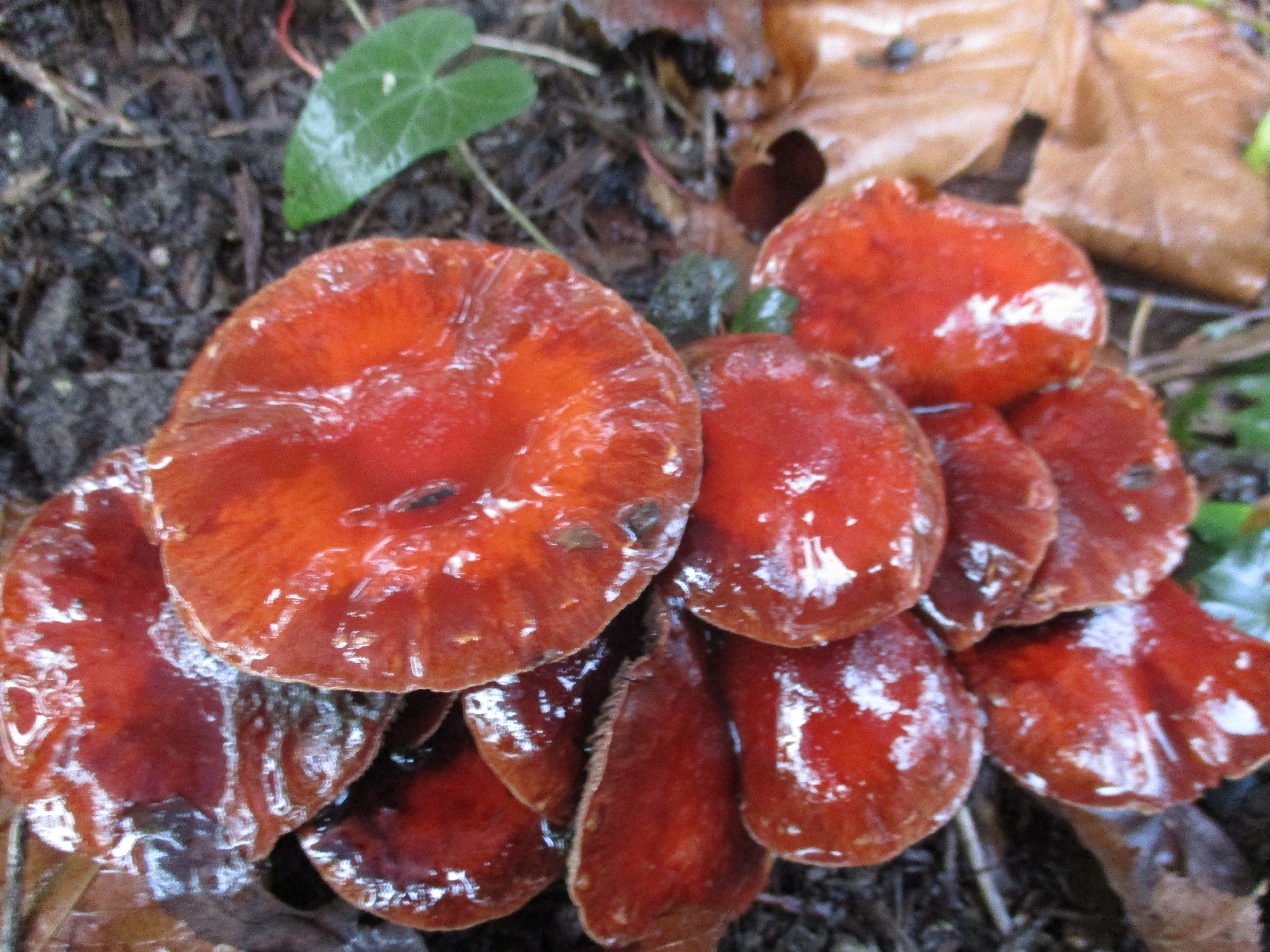
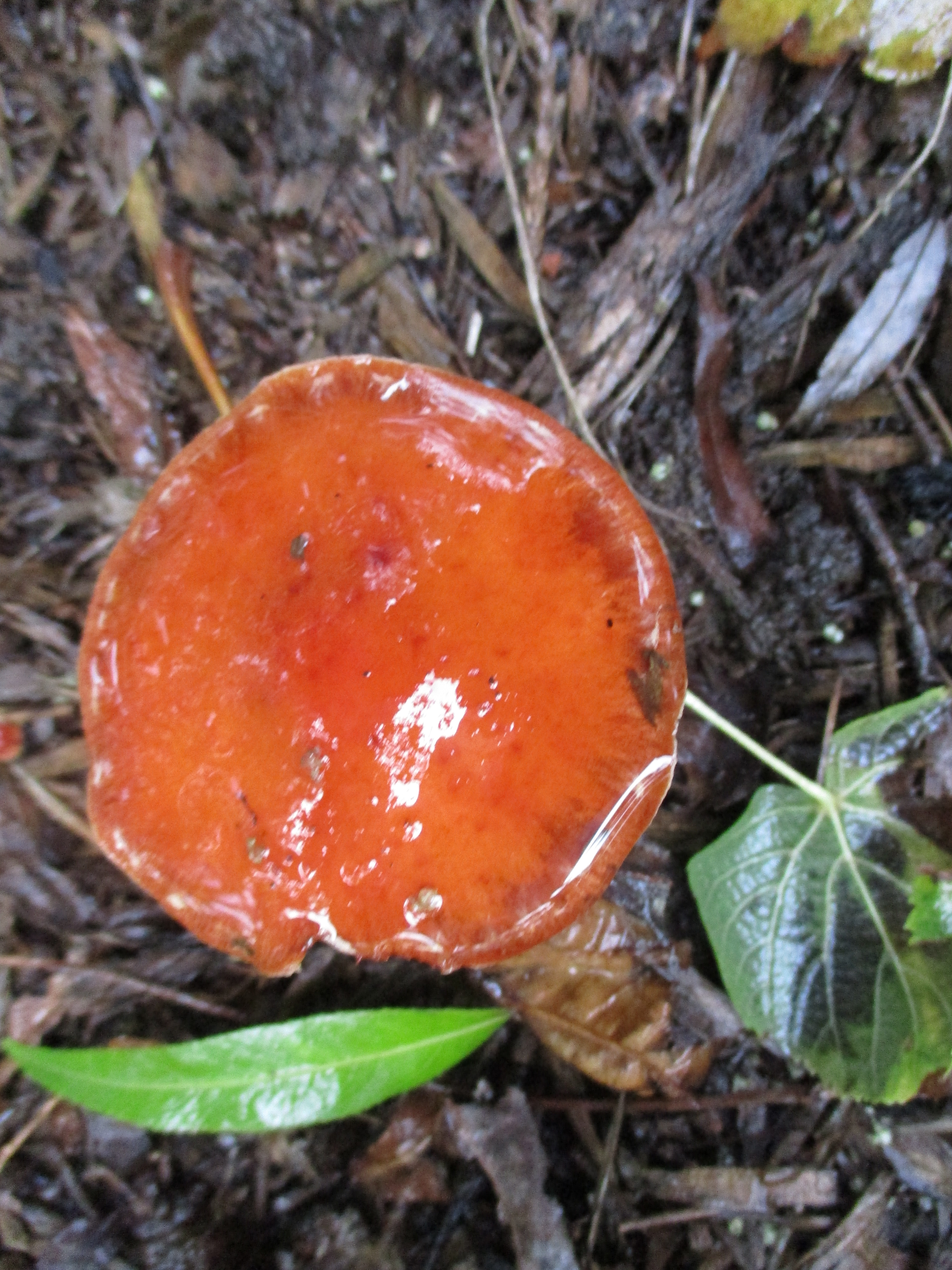
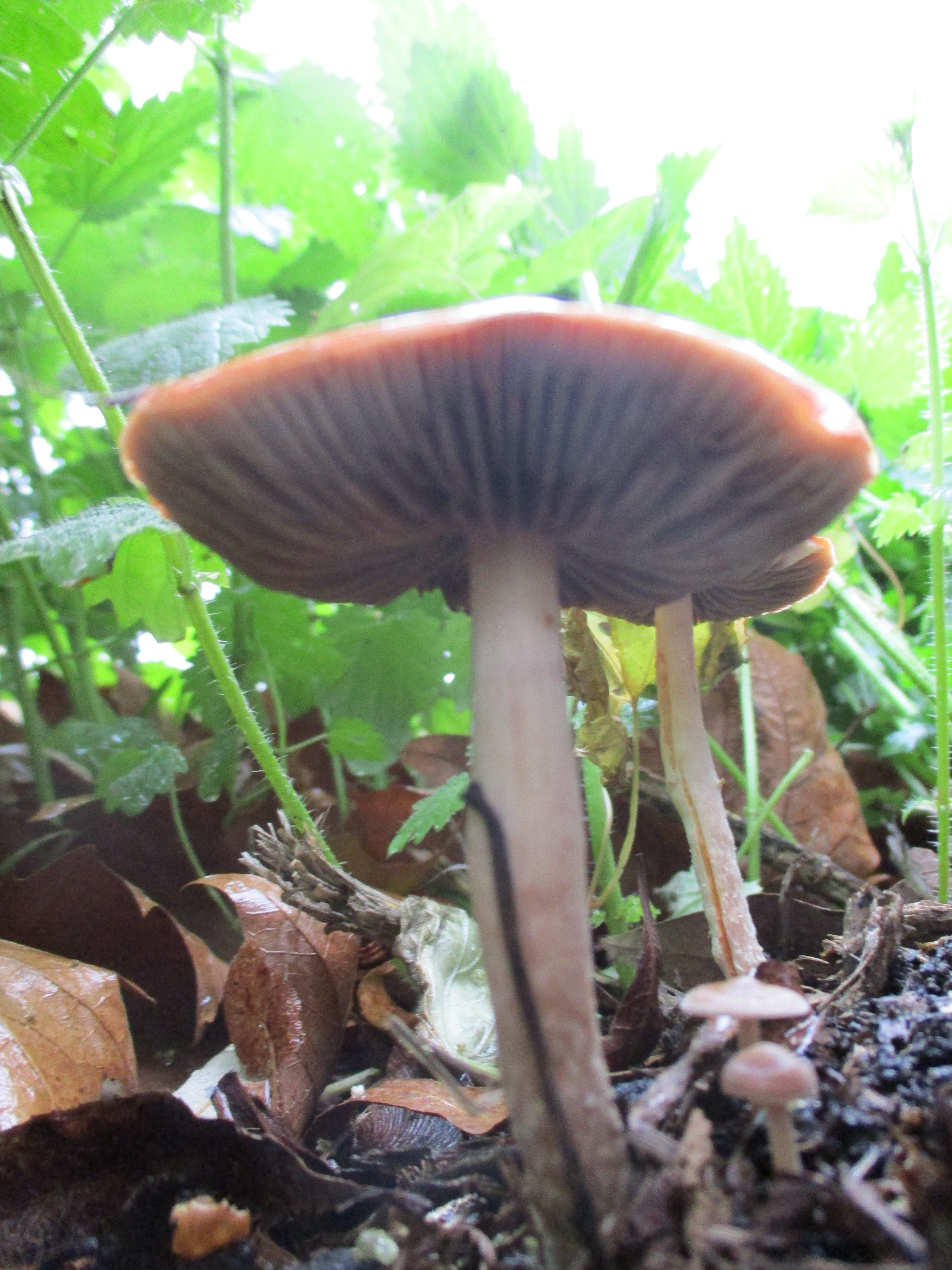

## Systématique
Le nom correct complet (avec auteur) de ce taxon est Leratiomyces ceres (Cooke & Massee) Spooner & Bridge, 2008.
L'espèce a été initialement classée dans le genre Agaricus sous le basionyme Agaricus ceres Cooke & Massee, 1888.
Leratiomyces ceres a pour synonymes :
- Agaricus ceres Cooke & Massee, 1888
- Naematoloma rubrococcineum Balletto, 1967
- Nematoloma rubrococcineum Balletto (1967), 1967
- Psilocybe ceres (Cooke & Massee) Sacc., 1891

## Publication originale
- (en) P.D. Bridge, B.M. Spooner, R.E. Beever et D.C Park, « Taxonomy of the fungus commonly known as Stropharia aurantiaca, with new combinations in Leratiomyces », Mycotaxon, États-Unis, vol. 103,‎ 1er janvier 2008, p. 109-121 (ISSN 0093-4666).